# Ludwig Heinrich Melchior Hofmeister
Ludwig Heinrich Melchior Hofmeister (* 8. Dezember 1805 in Springe; † 13. März 1885 in Oldenburg (Oldb)) war ein oldenburgischer Geheimer Regierungsrat, zuständig für Fragen der Landwirtschaft und Deichbau.

## Leben
Hofmeister war der Sohn des städtischen Amtsschreibers Georg Christian Melchior Hofmeister (1774–1845) in Springe und dessen Ehefrau Sophie Charlotte geb. Meyer († 1868). Aus Protest gegen die Annexion Kurhannovers durch Preußen quittierte der Vater 1806 den Dienst und verließ das Kurfürstentum. Mit Hilfe seines Bruders Christian Heinrich (1771–1813), dem Leibarzt des oldenburgischen Herzogs Peter I., fand er eine Anstellung im oldenburgischen Staatsdienst und wurde Assessor bei der Rentekammer des Fürstentums Lübeck in Eutin sowie Mitglied der herzoglichen Güterverwaltung in Holstein. Ludwig Hofmeister besuchte das Gymnasium in Eutin und studierte von 1825 bis 1828 Rechtswissenschaft sowie Staatswissenschaften an der Universität Göttingen. 1829 bestand er die erste Staatsprüfung und war danach kurze Zeit als Anwalt in Eutin tätig. 1830 trat er in den oldenburgischen Staatsdienst und war zunächst Auditor bei den Ämtern Tettens und Abbehausen. Nach dem zweiten Staatsexamen, das er 1835 ablegte, wurde er als Hilfsarbeiter dem Deichdepartement bei der Regierung in Oldenburg zugeteilt und 1837 zum Regierungssekretär ernannt. Im folgenden Jahr übernahm er als Amtmann die Verwaltung des Amtes Abbehausen, wo er sich vor allem um das Deichwesen und um die landwirtschaftlichen Fragen kümmerte, die sich aus der Umstellung der Marschenwirtschaft vom Getreideanbau auf die Viehhaltung ergaben. 1850 wurde er zur Regierung in Oldenburg versetzt und zum Regierungsrat ernannt, 1862 zum Oberregierungsrat befördert. Hofmeister übernahm die Bearbeitung aller die Landwirtschaft sowie die Vieh- und Pferdezucht betreffenden Angelegenheiten und war auch an der Fertigstellung und Einführung der neuen Deichordnung von 1855 beteiligt. Nach der Aufhebung des Regierungskollegiums im Zuge der Verwaltungsreorganisation im Mai 1869, wurde er Vortragender Rat im Departement des Innern und erhielt 1872 den Titel Geheimer Oberregierungsrat. Am 1. Oktober 1879 trat er nach über 50-jähriger Dienstzeit in den Ruhestand.
Neben seiner amtlichen Tätigkeit spielte Hofmeister eine führende Rolle in der 1818 nach hannoverschem Vorbild gegründeten Oldenburgischen Landwirtschaftsgesellschaft. 1837 wurde er zum 2. Sekretär, 1852 zum Vorsitzenden und 1859 zum Präsidenten der Gesellschaft gewählt, die er bis zu seinem Tode leitete. Er reorganisierte die Gesellschaft, gründete 1852 das Landwirtschafts-Blatt für das Herzogtum Oldenburg und trat mit mehreren Veröffentlichungen zum Deichwesen und zur Pferdezucht hervor. Seit 1850 war er auch Mitglied des oldenburgischen Literarisch-geselligen Vereins.

## Familie
Hofmeister war seit 1838 verheiratet mit der aus einer Beamtenfamilie stammenden Elise Wilhelmine geb. Prehn (1820–1902), Tochter des Konferenzrats Johann Friedrich Prehn (1771–1833) und Schwester von Jeppe Prehn und Friedrich Christian Prehn.

## Auszeichnungen
- Oldenburgischer Haus- und Verdienstorden des Herzogs Peter Friedrich Ludwig
  - Ritterkreuz II. Klasse 1867
  - Ritterkreuz I. Klasse 1872
  - Komtur 1876
- Königlicher Kronen-Orden (Preußen), 2. Klasse (1877)

## Werke
- Der Deichband des Stad- und Butjadinger Landes und dessen Interessenten im Jahre 1849. Oldenburg. 1849.
- Bericht über eine Reise in die Provinz Groningen im Herbste 1869, zur Instruction über die Behandlung und Verwertung des Gassenkots der Stadt Groningen und der Moor-Colonien der Provinz. Oldenburg. 1869.
- Mitteilungen über das Oldenburgische schwere Wagenpferd. Oldenburg. 1874. 2. Auflage: 1883.
- Die Pferdezucht des Herzogtums Oldenburg 1583–1884. Oldenburg. 1884.